# 库克群岛君主
库克群岛是新西兰王国境内的君主立宪制联系邦。根据《库克群岛宪法》，新西兰主权君主（现为查理斯三世）自1965年8月4日起担任库克群岛国家元首。君主由國王代表所代表；因此，國王只是法律上的国家元首，拥有数项专属于他的权力，而國王代表有时被称为事实上的国家元首。库克群岛國王代表一职目前由汤姆·马斯特斯担任。
國王的正式头衔是：蒙上帝恩典，新西兰及她的其他王国或属地的國王、英联邦元首和基督教信念的捍卫者——查理斯三世。
该王位的法定继承人是查理斯三世的长子威爾斯親王威廉王子。

## 宪法文件
1965年，伊丽莎白二世女王成为库克群岛的国家元首；而在当年，库克群岛获得了新西兰联系邦的地位。
根据《库克群岛宪法》第二条之规定，“新西兰主权女王陛下应为库克群岛的国家元首”。 “新西兰主权（Right of New Zealand）”一词直接指代的是“新西兰王国（Realm of New Zealand）”这个宪法概念。这个说法同样出现在库克群岛与新西兰协商后于1983年所颁布的《关于设立新西兰总督职位的君主制诰（1983年君主制诰）》中。而在该文件的第一款中，明确将新西兰王国定义为包括新西兰、库克群岛自治州、纽埃自治州、托克劳和罗斯属地。
因此，伊丽莎白二世不仅是整体新西兰王国的国家元首，同时也是构成新西兰王国诸领土部分的国家元首；例如在《1983年君主制诰》中被称为“库克群岛自治州”的库克群岛。
但同时在《新西兰－库克群岛联合百年宣言（The New Zealand - Cook Islands Joint Centenary Declaration）》中又指出：
女王陛下作为库克群岛的国家元首，在与库克群岛有关的事务上仅由她听取由库克群岛部长们所提供之建议……在涉及新西兰王国(库克群岛和新西兰是其一部分)的所有问题上，签署国之间将进行密切协商。

### 王位继承
库克群岛君主的王位继承受到《2013年王位继承法》的规范。 该法确定了君主不能是天主教会信徒的规定，并且要求君主在登基前必须与英格兰教会契合。

## 國王代表与总督

國王代表的旗帜

國王在库克群岛的宪法职责几乎完全委托给了國王代表。
最初总督代表的头衔为“高级专员（High Commissioner）”，由新西兰总督根据负责库克群岛事务之新西兰政府部长的推荐并与总理商议后任命。时至1980年代初期，《库克群岛宪法》进行了修订，以“女王代表”取代了“高级专员”， 同时以“总理”取代了“首相”。 此外，1981年的宪法修正案还规定，女王代表由女王陛下直接任命，而不再交由新西兰总督。“女王陛下在库克群岛的代表，即女王代表由女王陛下任命”。
同时，《库克群岛宪法》第五条也规定了女王代表应根据库克群岛政府的部长们之建议行事，“女王代表在履行其作为女王陛下代表的职能时，应根据内阁、总理或视事务而定的某位部长之意见……”
在新西兰王国境内，依据《1983年君主制诰》设立了总督职位并规定总督是“女王在新西兰王国内的代表”，他或她可以“在不影响任何已经或可能被授予在新西兰王国境内任一地区代表女王行使其权力或权威之人的职位、权力或权威情况下”，行使其权力或权威。但是，新西兰总督与库克群岛女王代表之间的关系却截然不同。根据《库克群岛宪法》，行政权力“属于新西兰女王陛下……库克群岛的行政权可由女王代表直接或通过其下属官员代表女王陛下行使”。 这使得新西兰总督在《库克群岛宪法》中仅扮演间接角色，即只拥有外交国防事务的特权，而这是由于其在整个新西兰王国的宪法地位所导致。库克群岛境内所有总督权力和职责都属于女王代表，总督在这里没有任何实质性作用。

### 御准
库克群岛议会所有法案都要经由王室御准和公布；这通常由國王代表行使。

## 君主象征

2009年版库克群岛硬币上的女王头像。

在库克群岛的公共生活里，提及到库克群岛君主是件非常常见的事情。不管是法律文件；还是國王代表、议会议员和高等法院法官的誓词里都提及到了君王，《库克群岛宪法》规定了必须向代表库克群岛国家元首的现任君主宣誓效忠。
同时与英国不同的是，在伊莉莎白二世時期，库克群岛将女王寿诞定于六月的第一个星期六并规定为公共假日。库克群岛的硬币正面有女王头像；但纸币基本只以女王头像为水印，但20元纸币上有女王形象。
1974年1月28日至1月29日，女王对库克群岛进行了一次王室之旅。